# روب أوزوالد
روب أوزوالد (بالإنجليزية: Rob Oswald)‏ هو موسيقي أمريكي، ولد في 1964 في بالتيمور في الولايات المتحدة.